# Liste der Baudenkmäler in Markt Nordheim
Auf dieser Seite sind die Baudenkmäler in dem mittelfränkischen Markt Markt Nordheim zusammengestellt. Diese Tabelle ist eine Teilliste der Liste der Baudenkmäler in Bayern. Grundlage ist die Bayerische Denkmalliste, die auf Basis des Bayerischen Denkmalschutzgesetzes vom 1. Oktober 1973 erstmals erstellt wurde und seither durch das Bayerische Landesamt für Denkmalpflege geführt wird. Die folgenden Angaben ersetzen nicht die rechtsverbindliche Auskunft der Denkmalschutzbehörde.
 Diese Liste gibt den Fortschreibungsstand vom 5. Juni 2020 wieder und enthält 23 Baudenkmäler.
In dieser Kartenansicht sind Baudenkmäler ohne Koordinaten mit einem roten bzw. orangen Marker dargestellt und können in der Karte gesetzt werden. Baudenkmäler ohne Bild sind mit einem blauen bzw. roten Marker gekennzeichnet, Baudenkmäler mit Bild mit einem grünen bzw. orangen Marker.

## Baudenkmäler nach Gemeindeteilen

### Markt Nordheim
| Lage                                                  | Objekt                                                    | Beschreibung | Akten-Nr.     | Bild           |
| ----------------------------------------------------- | --------------------------------------------------------- | --- | ------------- | -------------- |
| Markt Nordheim 22 (Standort)                          | Wohnhaus                                                  | Zweigeschossiger, verputzter Walmdachbau mit Fachwerkobergeschoss, rundbogiger Tordurchfahrt sowie Ecklisenen und Hausteinrahmungen, südlich zweigeschossiger Satteldachanbau mit Fachwerkobergeschoss, um 1800 | D-5-75-146-3  | weitere Bilder |
| Markt Nordheim 29 (Standort)                          | Wohnteil eines ehemaligen Wohnstallhauses                 | Erdgeschossiger, giebelständiger Fachwerkbau mit Satteldach, Andreaskreuzen und profilierten Gurtgesimsen, Westwand massiv, 18. Jahrhundert | D-5-75-146-5  | weitere Bilder |
| Markt Nordheim 34 (Standort)                          | Gasthaus zum Hirschen, dreiflügelige Anlage: Haupthaus    | Zweigeschossiger Satteldachbau mit massivem Erdgeschoss und Giebel, Fachwerkobergeschoss und Sandsteinrahmungen | D-5-75-146-6  | weitere Bilder |
| Markt Nordheim 34 (Standort)                          | Gasthaus zum Hirschen, Wirtshausausleger                  | 18./frühes 19. Jh. angebaut | D-5-75-146-6  | weitere Bilder |
| Markt Nordheim 34 (Standort)                          | Gasthaus zum Hirschen, dreiflügelige Anlage: Scheune      | Rückwärtig angebaut Scheune, zweigeschossiger, L-förmiger Fachwerkbau mit Satteldach und Hechtgauben, bez. 1880 angebaut | D-5-75-146-6  | weitere Bilder |
| Markt Nordheim 34 (Standort)                          | Gasthaus zum Hirschen, dreiflügelige Anlage: Nebengebäude | Zweigeschossiger Satteldachbau mit massiven Erdgeschoss und Fachwerkobergeschoss, letztes Viertel 19. Jh.; im stumpfen Winkel an die Scheune angebaut | D-5-75-146-6  | weitere Bilder |
| Markt Nordheim 103 (Standort)                         | Ehemaliges Wohnstallhaus                                  | Eingeschossiger Satteldachbau auf Kalksteinsockel mit Fachwerkgiebel, Eckquaderung und Hausteinrahmung, erste Hälfte 19. Jahrhundert | D-5-75-146-7  | weitere Bilder |
| Markt Nordheim 106 (Standort)                         | Wohnhaus                                                  | Eingeschossiger Satteldachbau mit Fachwerkgiebel, 18. Jahrhundert | D-5-75-146-8  | weitere Bilder |
| Markt Nordheim 111 (Standort)                         | Gasthaus zum Schwarzen Adler                              | Zweigeschossiger Satteldachbau mit Schopf, Fachwerkobergeschoss mit K-Streben, Westwand massiv, 1730 (dendrochronologisch datiert) | D-5-75-146-9  | weitere Bilder |
| Markt Nordheim 112 (Standort)                         | Evangelisch-lutherische Pfarrkirche St. Georg             | Saalkirche mit eingezogenem Polygonalchor, verputzt mit Hausteinrahmungen und Ecklisenen, Turm mit Gurtgesimsen und Welscher Haube im Kern 14. Jh., Neu- oder Umbau 1776–78, Chor 15. Jh., Langhaus mit Satteldach und Fledermausgaube, 1574–75, bezeichnet „1574“, polygonaler Treppenturm am Westgiebel mit Pyramidendach; mit Ausstattung | D-5-75-146-1  | weitere Bilder |
| Markt Nordheim 122 (Standort)                         | Ehemaliges Zehenthaus, ehemaliges Wohnstallhaus           | Zweigeschossiger, giebelständiger Fachwerkbau mit Satteldach, Westwand im Erdgeschoss massiv mit profilierten Sandsteinrahmungen, 17./18. Jahrhundert Aufstockung bezeichnet „1766“ | D-5-75-146-12 | weitere Bilder |
| Markt Nordheim 122 (Standort)                         | Hofkapelle                                                | Kleiner, eingeschossiger Massivbau mit Satteldach, Giebelreiter und zweiflügliger Holztür, um 1900 | D-5-75-146-12 | weitere Bilder |
| Markt Nordheim 127 (Standort)                         | Wohnstallhaus                                             | Frackdachhaus mit Gitterfachwerk, Erdgeschoss teils massiv, 18./19. Jahrhundert | D-5-75-146-13 | weitere Bilder |
| Markt Nordheim 128 (Standort)                         | Ehemalige Mühle                                           | Eingeschossiges Fachwerkhaus mit Satteldach, um 1800, östlich zweigeschossiger Anbau in Gitterfachwerk mit hölzernem Altan, erste Hälfte 19. Jahrhundert | D-5-75-146-14 | weitere Bilder |
| Markt Nordheim 128 (Standort)                         | Ehemalige Mühle                                           | Scheune zweigeschossiger Satteldachbau mit massiven Erdund Fachwerkobergeschoss, wohl 1823 | D-5-75-146-14 | weitere Bilder |
| Schäferei, an der Straße nach Krautostheim (Standort) | Scheune                                                   | Eingeschossiger Schopfwalmdachbau aus Bruchsteinmauerwerk mit Eckquaderung und Sandsteinrahmungen, bezeichnet „1778“ | D-5-75-146-15 | weitere Bilder |
| Domprobsteiwald (Standort)                            | Sogenannter Panzerturm                                    | Beobachtungsturm eines Bombenabwurf-Übungsplatzes, zylindrischer, schmaler Betonturm mit Betonumgang und flachem Betonkegeldach, 1938 | D-5-75-146-27 | BW             |
| Domprobsteiwald (Standort)                            | Reste der Trefferanzeige                                  | Ehemals zwei überdehnte Viertelkreisringe aus Beton, mit Seilführungssteinen und mehreren Betonquadern, gleichzeitig | D-5-75-146-27 | BW             |

### Herbolzheim
| Lage                      | Objekt                                          | Beschreibung | Akten-Nr.     | Bild           |
| ------------------------- | ----------------------------------------------- | --- | ------------- | -------------- |
| Herbolzheim 23 (Standort) | Katholische Pfarrkirche St. Michael             | Saalbau, Langhaus mit Satteldach, Lisenen- und Gesimsgliederung, Ostturm mit rechteckigem Unterbau und rundem Aufsatz mit Ovalfenstern, Girlandenfries und Welscher Haube, bezeichnet „1798“, wiederaufgebaut nach Kriegsschäden 1944/45; mit Ausstattung                                                                                                  | D-5-75-146-17 | weitere Bilder |
| Herbolzheim 29 (Standort) | Ehemaliges evangelisches Schulhaus              | Eingeschossiger Mansarddachbau mit Walm, Sandsteinrahmungen und Eckquaderung, um 1800 | D-5-75-146-19 | weitere Bilder |
| Herbolzheim 31 (Standort) | Evangelisch-lutherische Pfarrkirche St. Michael | Langhaus mit Satteldach und eingezogenem Polygonalchor mit Dreiseitabschluss und Strebepfeilern, Nordturm auf quadratischem Grundriss mit schiefergedeckten Läutgeschoss und Pyramidendach, im Chorwinkel eingeschossige Sakristei mit Pultdach, 15./16. Jahrhundert, Turm bezeichnet „1557“, Langhaus 18. Jahrhundert, Wiederaufbau 1949; mit Ausstattung | D-5-75-146-16 | weitere Bilder |
| In Herbolzheim (Standort) | Kirchhofmauer                                   | Bruchstein- und Sandsteinquadermauerwerk, 18./19. Jahrhundert | D-5-75-146-16 | weitere Bilder |
| In Herbolzheim (Standort) | Grabmäler                                       | 2 reliefierte Grabsteine, 2. Hälfte 19. Jh./Anfang 20. Jh. | D-5-75-146-16 | BW             |
| Herbolzheim 34 (Standort) | Ehemaliges katholisches Pfarrhaus               | Zweigeschossiger Mansarddachbau mit Fledermausgauben, vorgelagerter zweiläufiger Außentreppe, Ecklisenen, Gurtgesims und Hausteinrahmungen, 1783 | D-5-75-146-18 | weitere Bilder |

### Kottenheim
| Lage                         | Objekt                   | Beschreibung                                                                                           | Akten-Nr.     | Bild           |
| ---------------------------- | ------------------------ | --- | ------------- | -------------- |
| Markt Nordheim 88 (Standort) | Ehemaliges Wohnstallhaus | Eingeschossiger Satteldachbau mit Zwerchhaus, Fachwerkobergeschoss mit Andreaskreuzen, 18. Jahrhundert | D-5-75-146-21 | weitere Bilder |

### Seehaus
| Lage                                   | Objekt                                       | Beschreibung | Akten-Nr.     | Bild           |
| -------------------------------------- | -------------------------------------------- | --- | ------------- | -------------- |
| Seehaus 2 (Standort)                   | Gartentor                                    | Sandsteinpfeiler mit pyramidenartig getreppten Aufsatz, um 1800, später hierher transloziert vom Pfarrhaus in Markt Nordheim, Haus Nummer 114                   | D-5-75-146-26 | weitere Bilder |
| Seehaus 3, 4, 5, 6, 7, 8, 9 (Standort) | Schloss Seehaus                              | im Kern 1549–91, neu errichtet 1780, Dreiflügelanlage | D-5-75-146-22 | weitere Bilder |
| Seehaus 6 (Standort)                   | Schloss Seehaus, Herrenhaus                  | Zweigeschossiger, verputzter Massivbau mit Walmdach, Hausteingliederung und Sandsteinsockel, an der Westfassade reliefierter Wappenstein, 1780; mit Ausstattung | D-5-75-146-22 | weitere Bilder |
| Seehaus 4 (Standort)                   | Schloss Seehaus, Kapelle                     | Dreigeschossiger Massivbau mit Walmdach, Fledermausgauben, Hopfengaube, oktogonalem Dachreiter mit Zwiebelhaube und korbbogiger Durchfahrt, um 1780             | D-5-75-146-22 | weitere Bilder |
| Seehaus 5 (Standort)                   | Schloss Seehaus, sogenannte Zehentscheune    | Dreigeschossiger Massivbau mit Walmdach, Fledermausgauben, Hopfengaube, oktogonalem Dachreiter mit Zwiebelhaube und korbbogiger Durchfahrt, um 1780             | D-5-75-146-22 | weitere Bilder |
| Seehaus 8 (Standort)                   | Schloss Seehaus, sogenanntes Ökonomiegebäude | Dreigeschossiger Massivbau mit Walmdach, Fledermausgauben und korbbogiger Durchfahrt, um 1780, Umbau im Nordosten Mitte 19. Jh.                                 | D-5-75-146-22 | weitere Bilder |
| Seehaus 9 (Standort)                   | Schloss Seehaus, sogenanntes Ökonomiegebäude | Dreigeschossiger Massivbau mit Walmdach, Fledermausgauben und korbbogiger Durchfahrt, um 1780, Umbau im Nordosten Mitte 19. Jh.                                 | D-5-75-146-22 | weitere Bilder |
| Seehaus 3 (Standort)                   | Schloss Seehaus, Wirtschaftsnebengebäude     | Eingeschossiger, verputzter Massivbau mit Mansardwalmdach Ende 18. Jh                                                                                           | D-5-75-146-22 | weitere Bilder |
| Seehaus 7 (Standort)                   | Schloss Seehaus, Wirtschaftsnebengebäude     | Eingeschossiger, verputzter Massivbau mit Mansardwalmdach Ende 18. Jh                                                                                           | D-5-75-146-22 | weitere Bilder |
| Seehaus 11, 12, 13 (Standort)          | Gutshof                                      | dreiflügelige Anlage eingeschossiger Wohn- und Wirtschaftsgebäude                                                                                               | D-5-75-146-33 | weitere Bilder |
| Seehaus 11 (Standort)                  | Wohnstallhaus                                | Eingeschossiger Massivbau mit Halbwalmdach, Fledermausgauben und Aufzugsgaube mit Satteldach, um 1780                                                           | D-5-75-146-33 | weitere Bilder |
| Seehaus 12 (Standort)                  | Wohnstallhaus                                | Eingeschossiger Massivbau mit Halbwalmdach, um 178 | D-5-75-146-33 | weitere Bilder |
| Seehaus 13 (Standort)                  | Scheune                                      | Eingeschossiger Bruchsteinbau mit steilem Walmdach, Fledermausgauben und Rundbogentoren, um 1780                                                                | D-5-75-146-33 | weitere Bilder |
| Seehaus 13 (Standort)                  | Scheune                                      | Eingeschossiger Massivbau mit steilem Walmdach und Fledermausgauben, um 1780                                                                                    | D-5-75-146-33 | weitere Bilder |

### Ulsenheim
| Lage                    | Objekt                                        | Beschreibung | Akten-Nr.     | Bild           |
| ----------------------- | --------------------------------------------- | --- | ------------- | -------------- |
| Ulsenheim 89 (Standort) | Wohnstallhaus                                 | Zweigeschossiger Satteldachbau mit östlichem Schopf, auf hohem Sockelgeschoss, Obergeschoss teilweise Fachwerk, im Kern 1616 (dendrochronologisch datiert) | D-5-75-146-24 | weitere Bilder |
| Ulsenheim 89 (Standort) | Scheune                                       | Langgestreckter eingeschossiger Fachwerkbau, Ostwand Quadermauerwerk, bezeichnet „1907“ | D-5-75-146-24 | weitere Bilder |
| Ulsenheim 87 (Standort) | Evangelisch-lutherische Pfarrkirche St. Jakob | Saalbau mit Putzgliederung und Hausteinrahmungen von 1728, Langhaus mit Halbwalmdach und Schweifgiebel, daran östlich anschließend abgesetzter Polygonalchor, eingeschossige Sakristei mit Walmdach nördlich davon, aus Bruchsteinmauerwerk, Westturm aus Hausteinmauerwerk auf quadratischem Grundriss, Läutgeschoss achteckig, darauf Welsche Haube, nach Zerstörung wiederaufgebaut und teils verändert 1945–56; mit Ausstattung | D-5-75-146-23 | weitere Bilder |
| In Ulsenheim (Standort) | Kirchhofmauer                                 | Bruchsteinmauerwerk | D-5-75-146-23 | BW             |

### Wüstphül
| Lage                         | Objekt                                               | Beschreibung | Akten-Nr.     | Bild |
| ---------------------------- | ---------------------------------------------------- | --- | ------------- | ---- |
| Markt Nordheim 10 (Standort) | Ehemaliger Schwarzenbergscher Gutshof, Wohnstallhaus | Zweigeschossiger Satteldachbau mit Schopf, mit steinernen Ecklisenen, Gurtgesims, Rahmungen und Traufgesims, Ende 18. Jahrhundert                        | D-5-75-146-25 | BW   |
| Markt Nordheim 11 (Standort) | Ehemaliger Schwarzenbergscher Gutshof, zwei Scheunen | Mit Halbwalmdach über Hakengrundriss, östliche Scheune Gitterfachwerk auf Gipssteinsockel, südliche Scheune aus Gipssteinmauerwerk, Ende 18. Jahrhundert | D-5-75-146-25 | BW   |

## Ehemalige Baudenkmäler
In diesem Abschnitt sind Objekte aufgeführt, die früher einmal in der Denkmalliste eingetragen waren, jetzt aber nicht mehr. Objekte, die in anderem Zusammenhang also z. B. als Teil eines Baudenkmals weiter eingetragen sind, sollen hier nicht aufgeführt werden. Aktennummern in diesem Abschnitt sind ehemalige, jetzt nicht mehr gültige Aktennummern.

| Lage                                        | Objekt                     | Beschreibung | Akten-Nr.     | Bild           |
| ------------------------------------------- | -------------------------- | --- | ------------- | -------------- |
| Herbolzheim Herbolzheim 30 (Standort)       | Wohnhaus eines Bauernhofes | Breit gelagerter, eingeschossiger Traufseitbau auf Sandsteinquadersockel mit rundbogiger Tordurchfahrt, um 1800 | D-5-75-146-20 | weitere Bilder |
| Markt Nordheim Markt Nordheim 20 (Standort) | Fachwerkwohnstallhaus      | Eingeschossig, mit Zwerchhaus, 18. Jahrhundert                                                                  | D-5-75-146-2  | BW             |